# Agèusia
L'agèusia és la pèrdua de funcions gustatives de la llengua, especialment la impossibilitat de detectar dolçor, acidesa, amargor, salinitat i umami (que significa "gust agradable/saborós"). De vegades es confon amb l'Anòsmia: una pèrdua del sentit de l'olfacte. Com que la llengua només pot indicar textura i diferenciar entre dolç, àcid, amarg, salat i umami, la major part del que es percep com el sentit del gust es deriva realment de l'olfacte. L'agèusia real és relativament rara en comparació amb la hipogèusia: una pèrdua parcial de sabor i de la disgèusia.

## Causes
Les principals causes dels trastorns del sabor són els traumatismes cranials, les infeccions del tracte respiratori superior, l'exposició a substàncies tòxiques, causes iatrogèniques, medicaments i la glossodínia.
El traumatisme cranial pot causar lesions a les regions del sistema nerviós central que estan implicades en el processament d'estímuls del gust, incloent-hi el tàlem, el tronc de l'encèfal i els lòbuls temporals; també pot causar danys a les vies neurològiques implicades en la transmissió d'estímuls del sabor.